# Deux Hectares de terre
Pour plus de détails, voir Fiche technique et Distribution.
Deux Hectares de terre (Do Bigha Zamin) est un film indien réalisé par Bimal Roy, sorti en 1953.

## Synopsis
Un fermier, Shambhu, sa femme et son fils, vivent dans un village durement touché par la famine. Shambhu décide donc de se rendre à Calcutta afin de trouver un emploi. Son jeune fils l'accompagne.  Shambhu devient tireur de pousse-pousse et son fils cireur de chaussures. Après que Shambhu ait été victime d'un accident, son fils se lie avec un jeune voleur.

## Fiche technique
- Titre : Deux Hectares de terre
- Titre original : Do Bigha Zamin
- Réalisation : Bimal Roy
- Scénario : Salil Choudhury, Paul Mahendra et Hrishikesh Mukherjee
- Musique : Salil Choudhury
- Photographie : Kamal Bose
- Montage : Hrishikesh Mukherjee
- Production : Bimal Roy
- Société de production : Bimal Roy Productions
- Pays :  Inde
- Genre : Drame
- Durée : 131 minutes
- Dates de sortie : 
  -  Inde : 1953

## Distribution
- Balraj Sahni : Shambu Maheto
- Nirupa Roy : Parvati « Paro » Maheto
- Rattan Kumar (en) : Kanhaiya Maheto
- Murad (en) : Thakur Harnam Singh
- Rajlakshmi Devi : Nayabji
- Nana Palsikar : Dhangu Maheto

## Distinctions
Le film a été présenté en sélection officielle en compétition au Festival de Cannes 1954.